# ملكة جمال الولايات المتحدة الأمريكية 1982
ملكة جمال الولايات المتحدة الأمريكية 1982 (بالإنجليزية: Miss USA 1982)‏ هي النسخة مسابقة الحادية والثلاثين من مسابقة ملكة جمال الولايات المتحدة الأمريكية منذ انطلاقتها عام 1952، تم بث المسابقة على الهواء مباشرة في 13 مايو 1982 من مركز مؤتمرات ساحل الخليج في بيلوكسي ، ميسيسيبي على شبكة سي بي إس.
في نهاية الحدث فازت بالمسابقة تيري أوتلي من أركنساس ، توجت من حاملة اللقب كيم سيلبرايد من ولاية أوهايو. كانت أوتلي أول سيدة من ولاية أركنساس تفوز بلقب ملكة جمال الولايات المتحدة الأمريكية حتى عام 2019، وذهبت لتحتل المركز الرابع في مسابقة ملكة جمال الكون عام 1982.
جينين بوجر من ولاية كارولينا الشمالية هي والدة كريستين دالتون ملكة جمال الولايات المتحدة الأمريكية 2009.

## النتائج

### المراكز النهائية
| النتائج النهائية                          | المتنافسة |
| ----------------------------------------- | --- |
| ملكة جمال الولايات المتحدة الأمريكية 1982 | - أركنساس - تيري أوتلي |
| الوصيفة الأولى                            | - تكساس - لوان كائي |
| الوصيفة الثانية                           | - يوتا - سوزان جاسر |
| الوصيفة الثالثة                           | - أوهايو - كيم ويدا |
| الوصيفة الرابعة                           | - كنتاكي - كريستينا تشابمان |
| أفضل 12                                   | - هاواي - فانيسا دوبوا - ماريلاند - انجي بوير - ماساتشوستس - جانيت ماري فلاهيرتي - ميشيغان - ديان اريبيا - تينيسي - شيرلي دينيس ليفي - فيرمونت - جورجيا ديفيس - فرجينيا - سوندرا دي جونز |

## المتسابقات
قائمة الولايات والمندوبات المشاركات في مسابقة ملكة جمال الولايات المتحدة الأمريكية :
| - ألاباما - ليزا ويلر - ألاسكا - توني مكفادين - أريزونا - لوري هاكولا - أركنساس - تيري أوتلي - كاليفورنيا - سوزان ديويمز - كولورادو - داستي هوتون - كونيتيكت - مورين زكيريس - ديلاوير - شونا سانتس - مقاطعة كولومبيا - لوري إستيب - فلوريدا - ليزا سميث - جورجيا - كيلي بلاكستون - هاواي - فانيسا دوبوا - أيداهو - فاليري ستيفان - إلينوي - كارلا دانيلسون - إنديانا - سارة بينكلي - آيوا - جين هوير - كانساس - ستيفاني لارسون - كنتاكي - كريستينا تشابمان - لويزيانا - ليزا مايكل - مين - تيريزا كلوتير - ماريلند - انجي بوير - ماساتشوستس - جانيت ماري فلاهيرتي - ميشيغان - ديان اربيا - مينيسوتا - لوري كميتز - مسيسيبي - نانسي بيركنز - ميزوري - سوزان هايمان | - مونتانا - بيري ستيفنسون - نبراسكا - لوري نوفيكي - نيفادا - أندريا بنينغتون - نيوهامبشير - كاثي روجرز - نيوجيرسي - جانيس لين ستروب - نيومكسيكو - ليزا ألين - نيويورك - آن ماري هندرسون - كارولاينا الشمالية - جينين دالتون - داكوتا الشمالية - تامي مارتينسون - أوهايو - كيم ويدا - أوكلاهوما - جيل ليبمان - أوريغون - كريستينا باور - بنسيلفانيا - تيريز روزا - رود آيلاند - بيجي ماكجرو - كارولاينا الجنوبية - مارجو وود - داكوتا الجنوبية - ميغان نورث - تينيسي - شيرلي دينيس "نيس" ليفي - تكساس - لوان كاوي - يوتا - سوزان جاسر - فيرمونت - جورجيا ديفيس - فيرجينيا - سوندرا دي جونز - واشنطن - جانا مينيريتش - فيرجينيا الغربية - سيندي بانياك - ويسكونسن - شيريل ماسلوفسكي - وايومنغ - جودي وايلدر |

## روابط خارجية
- موقع ملكة جمال الولايات المتحدة الأمريكية الرسمي